# Vestkysten (dagblad)
 For alternative betydninger, se Vestkysten (flertydig). (Se også artikler, som begynder med Vestkysten)
Vestkysten var et regionalt dagblad, der blev udgivet i Sydvestjylland. Politisk var bladet tilknyttet partiet Venstre.
Bladet blev grundlagt i 1918, og havde sin hovedredaktion i Esbjerg med lokalredaktioner i bl.a. Sønderborg. Vestkystens historie går dog reelt helt tilbage til 1890, hvor forløberen Esbjerg Avis udkom første gang. Også denne havde rødder i Venstre. Sammen med en række andre mindre aviser blev Esbjerg Avis til Vestkysten i 1918. I kraft af sin journalistik og evne til at sætte dagsordnen blev bladet hurtigt det dominerende i området, særligt efter 2. verdenskrig.
Fra begyndelsen af 1960'erne sad avisen reelt på hele avismarkedet i dækningsområdet, hvilket cementeredes med Ribe Stiftstidendes lukning i 1974. Den politiske profil blev neddroslet kraftigt i 1970'erne, mens lokalstoffet blev oprustet. Uden den store succes forsøgte avisen at udvide dækningsområdet, og i januar 1991 blev bladet fusioneret med Jydske Tidende, der politisk var konservativ. Den nye store avis' navn blev JydskeVestkysten.

## Ekstern henvisning
- Digitaliserede udgaver af Vestkysten i Mediestream
- Digitaliserede udgaver af Esbjerg Avis i Mediestream
- Læs om Vestkysten i opslagsværket "De Danske Aviser"
- Læs om Esbjerg Avis i opslagsværket "De Danske Aviser"

| Anime eller manga | Spire Denne artikel om medie og kommunikation er en spire som bør udbygges. Du er velkommen til at hjælpe Wikipedia ved at udvide den. |